# Nunatsiavut

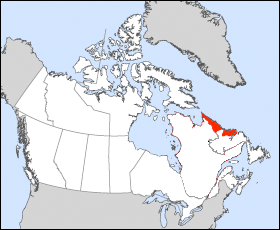
Nunatsiavut na mapie Kanady

Nunatsiavut – autonomiczna jednostka administracyjna Inuitów na obszarze prowincji Nowa Fundlandia i Labrador w Kanadzie. Jej stolicą legislacyjną jest Hopedale, a stolicą administracyjną Nain. Nazwa Nunatsiavut w języku Inuitów oznacza „nasz piękny kraj”. Zamieszkuje tam około 2 500 ludzi na powierzchni 72 520 km² (według danych na rok 2016 – 2 558), a dodatkowe około 4 000 dysponuje obywatelstwem Nunatsiavut, choć mieszka na innym obszarze. Wspólnota osiągnęła samorządność w roku 2005 jako pierwsza społeczność inuicka w Kanadzie. Część tzw. Inuit Nunangat.

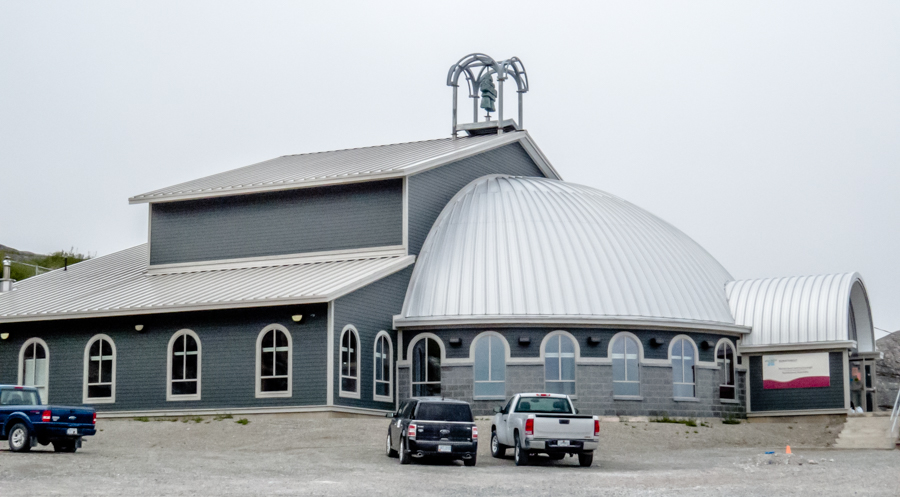
Siedziba Zgromadzenia Nunatsiavut w Hopedale

## System polityczny
Podstawą ustrojową funkcjonowania Nunatsiavut, obok zgód wyrażonych przez parlament Kanady, jest Konstytucja Inuitów Labradorskich przyjęta w roku 2002. Ciałem ustawodawczym jest osiemnastoosobowe Zgromadzenie Nunatsiavut, które nie podejmuje decyzji większością głosów, lecz na zasadzie konsensusu. Wybierany na czteroletnią kadencję prezydent przewodniczy obradom Zgromadzenia oraz wypełnia funkcje reprezentacyjne. Do prerogatyw całkowicie lub częściowo scedowanych na władze regionu przez rząd Kanady należą: opieka zdrowotna, edukacja, zagadnienia kultury i języka, wymiar sprawiedliwości oraz rozwój społeczności. W roku 2020 reelekcję uzyskał prezydent Johannes Lampe, który cztery lata wcześniej zastąpił na tym stanowisku Sarah Leo.